# Sól kuchenna

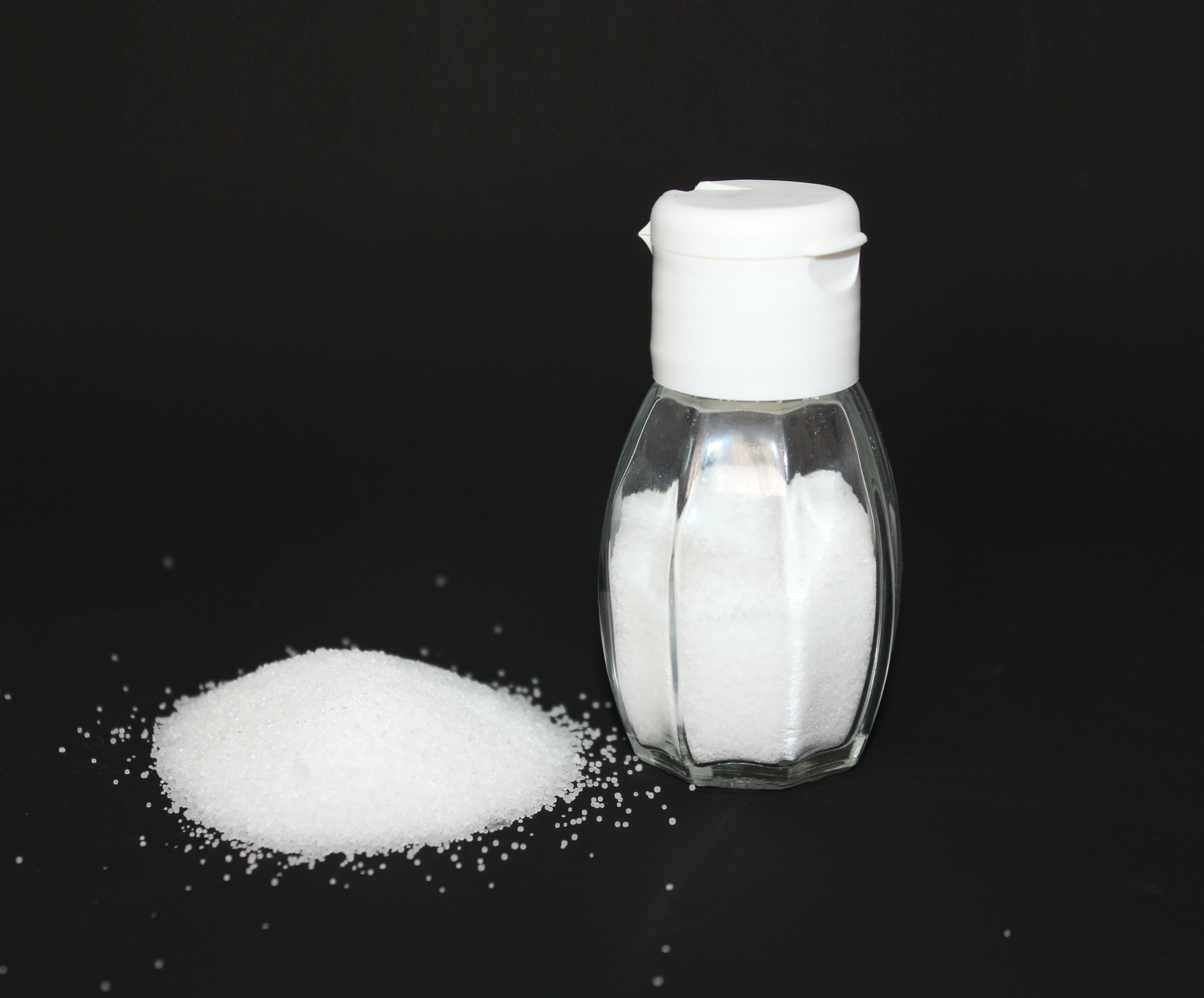
Sól kuchenna

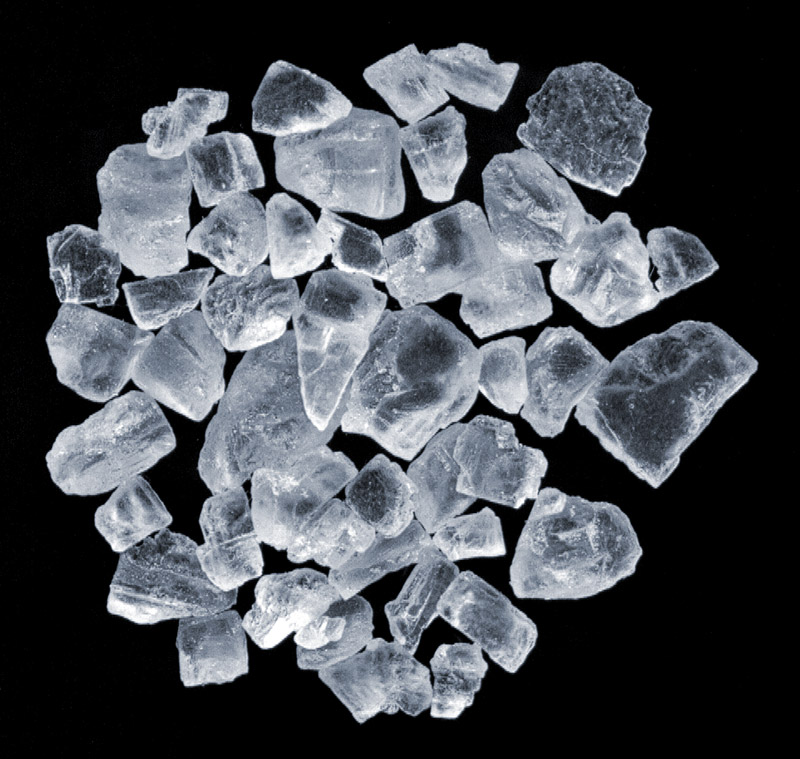
Kryształki soli kuchennej

Sól kuchenna, sól stołowa – artykuł spożywczy, będący prawie czystym chlorkiem sodu (NaCl), stosowany jako wzmacniacz smaku i naturalny konserwant. W handlu dostępna jest zwykle w formie oczyszczonej soli warzonej oraz nieoczyszczonej soli kamiennej.

## Fortyfikacja soli spożywczej
W Polsce od 1996 r. sól przeznaczona do bezpośredniego spożycia przez ludzi (nie dotyczy soli stosowanej w przemyśle spożywczym) jest wzbogacana ze względów epidemiologicznych jodkiem potasu lub jodanem potasu tak aby 100 g soli kuchennej zawierało 2,3 mg jodu co odpowiada 30 mg jodku potasu lub 39 mg jodanu potasu w 1 kg soli stołowej. Może zawierać dodatek środka przeciwzbrylającego, np. żelazocyjanek potasu (E536) w ilości do 1 mg / 100 g.

## Dzienna porcja soli kuchennej
Światowa Organizacja Zdrowia dla zdrowej osoby dorosłej zaleca maksymalny dodatek soli do pokarmów na poziomie nie wyższym niż 6 g/dobę odpowiada to 1 łyżeczce stołowej. W praktyce spożycie soli kuchennej jest znacznie wyższe, dlatego nie należy dodatkowo, sugerując się jej jodowaniem, zwiększać spożycia soli w diecie. Niżej sugerowana maksymalna dawka soli kuchennej i sodu dla dzieci i osób dorosłych na dobę.
- 1 do 3 roku – 2 g soli kuchennej/dobę (0,8 g sodu)
- 4 do 6 roku – 3 g soli kuchennej/dobę (1,2 g sodu)
- 7 do 10 roku – 5 g soli kuchennej/dobę (2 g sodu)
- 11 lat i więcej – 6 g soli kuchennej/dobę (2,4 g sodu)

1. 77,0% dodany podczas przetwarzania żywności w procesie technologicznym
2. 12,0% naturalnie występujący w pokarmie
3. 6,00% dodany podczas jedzenia
4. 5,00% dodany podczas gotowania

## Wpływ na zdrowie

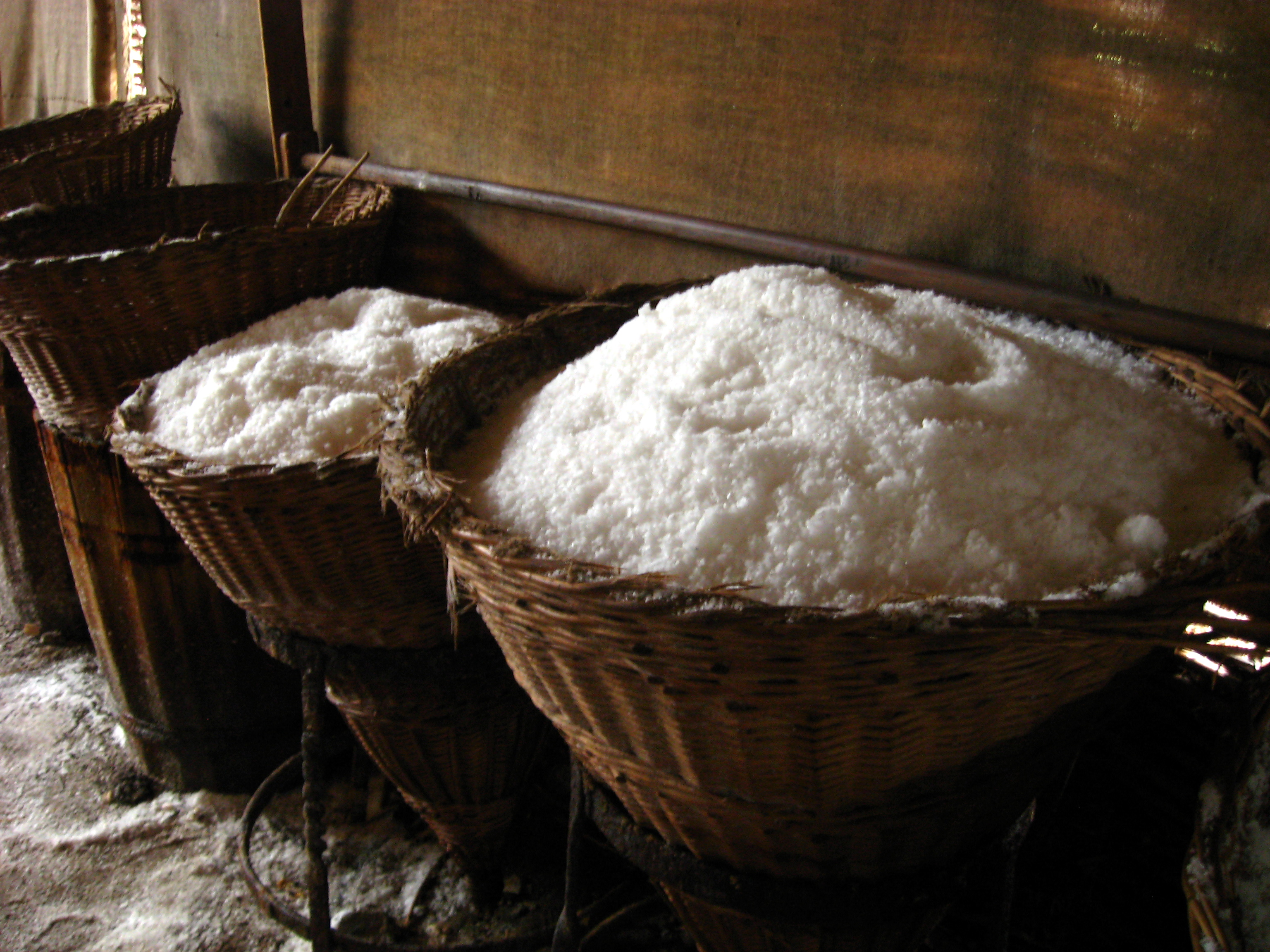
Sól w warzelni soli na Læsø

Nadużywanie soli kuchennej jest jednym z czynników wpływających na powstawanie tzw. chorób cywilizacyjnych jak np. nadciśnienie tętnicze. Wyniki badań epidemiologicznych wskazują na związek nadmiernego spożycia sodu z nadciśnieniem tętniczym. W randomizowanych badaniach na każde 100 mmol (2,3 g) zmniejszonej dziennej podaży sodu ciśnienie skurczowe obniża się o 4–6 mmHg. Zgodnie z zaleceniami AACE pacjenci z nadciśnieniem lub ciśnieniem wysokim prawidłowym powinni ograniczyć dzienne spożycie sodu do mniej niż 3 g dziennie. PTNT zaleca spożycie do 6 g soli kuchennej na dobę (co odpowiada 2,3 g sodu), a ESC/ESH < 3,8 g chlorku sodu (1,5 g sodu) lub przynajmniej < 5 g NaCl (< 2 g sodu).
Spożywanie soli i solonych potraw zostało sklasyfikowane w roku 2007 przez World Cancer Research Fund i American Institute for Cancer Research jako czynnik sprzyjający wystąpieniu raka żołądka. Korelacja taka została potwierdzona w badaniu statystycznym opublikowanym w roku 2011.
U osób dorosłych oraz rozwijających się płodów nadmiar soli może uszkadzać wątrobę i zwiększa prawdopodobieństwa jej zwłóknienia poprzez obniżenie się wskaźnika proliferacji (namnażania komórek), podwyższonego ryzyka śmierci komórkowej oraz do nieprawidłowego kształtowania się komórek. Patologiczny mechanizm może wynikać z braku równowagi pomiędzy stresem oksydacyjnym a układem antyoksydacyjnym.
Nie ma silnych dowodów na to, że długotrwałe ograniczenie podaży soli nie zapobiega przejściu choroby w stan przewlekły u osób z nieznacznym zaburzeniem funkcji nerek.